# Port Ellen Distillery

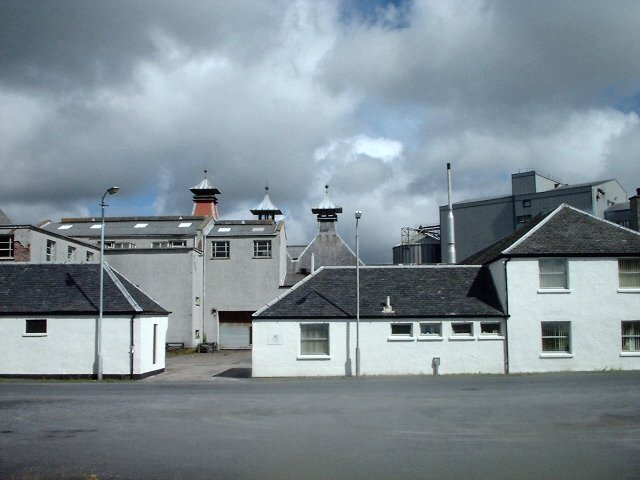
Port Ellen Distillery

Port Ellen Distillery är beläget i samhället Port Ellen på ön Islay i Skottland. Destilleriet grundades först som en kvarn (malt) omkring 1825 och utvecklades så småningom till ett destilleri under John Ramsay från 1833 till 1892. Det producerade i huvudsak åt blandningsindustrin. Destilleringen lades i malpåse första gången 1929. Mältningen fortsatte dock, och whiskylagren behölls (B-listade). 
1966 började man renovera destilleriet som stod klart att börja användas i april 1967. Det försågs då med dubbla par kopparpannor (från kopparslageriet Abercrombie, Aloa). Destilleriet lades i malpåse igen 1983. Fyra år senare stängdes det för gott varvid utrustningen monterades ner. Med tiden revs ett flertal av destilleriets byggnader. Kvar fanns bland annat en dubbelkölna, lägre förrådsbyggnader och kontor. Destilleriet sätts nu åter i stånd för att troligen kunna vara i drift 2020. 
Bakom destilleriet byggdes på 1970-talet ett modernt och stort mälteri, kallat Port Ellen Maltings. Det ägs av Diageo, världens största företag inom alkoholprodukter. Mälteriet förser idag många av öns destillerier med malt. Det går fortfarande (2018) att köpa whisky från Port Ellen, även på svenska Systembolaget. Den begränsade tillgången och höga kvaliteten gör att priset för en 70 cl flaska Port Ellen år 2018 normalt ligger mellan 10 000 och 30 000 kr. 
Whiskyn från Port Ellen beskrivs som oljig, pepprig, salt, rökig och örtig med rökt fisk och olika tappningar bedöms oftast mellan 88 och 97 på en 100-gradig skala i böcker från bland andra Michael Jackson och Jim Murray. Detta innebär att bedömningarna är från mycket bra till bland det absolut bästa de smakat. (Några tappningar har fått betyg ner till 82, med kommentarer som tyder på sviter av alltför lång fatlagring eller sämre fat).